# Kuchleria insignata
Kuchleria insignata is een vlinder uit de familie spanners (Geometridae). De wetenschappelijke naam is voor het eerst geldig gepubliceerd in 1994 door Hausmann.
De soort komt voor in Europa.